# 聖若瑟足球會
聖若瑟足球會（英語：St Joseph's Football Club）是一支位於直布羅陀的職業足球會，現時參加直布羅陀超級足球聯賽。
聖若瑟成立於1912年，是直布羅陀現存最古老的足球俱樂部，其次是曼徹斯特62，兩隊在聯賽中是長期的競爭對手。然而聖若瑟多年來只在1996年贏得一次聯賽冠軍。但聖若瑟在巨岩盃表現相對出色，奪得10次冠軍，其中包括1996年的聯賽和盃賽雙冠王。

## 榮譽
- 直布羅陀超級足球聯賽

 冠軍 (1)：1995–96
- 巨岩盃

 冠軍 (10)：1956, 1979, 1983, 1984, 1985, 1987, 1992, 1996, 2012, 2013
- 直布羅陀超級盃

 冠軍 (2)：2013, 2024

## 外部鏈接
- 官方网站